# 連雲区
連雲区（れんうん-く）は、中華人民共和国江蘇省連雲港市に位置する市轄区。

## 行政区画
- 街道:墟溝街道、連雲街道、連島街道、板橋街道、雲山街道、海州湾街道、宿城街道、高公島街道、徐圩街道、中雲街道、猴嘴街道、朝陽街道
- 郷:前三島郷（山東省日照市嵐山区との境界未定地域であり、江蘇省側の実効支配中）